# پیز اسکالوتا
پیز اسکالوتا (به لاتین: Piz Scalotta) یک کوه در سوئیس است که در کانتون گراوبوندن واقع شده‌است. پیز اسکالوتا ۲٬۹۹۲ متر بالاتر از سطح دریا واقع شده‌است.